# Biled
Biled là một xã thuộc hạt Timiș, România. Dân số thời điểm năm 2002 là 6296 người.